# Contea di Taitung
La contea di Taitung è una contea orientale di Taiwan, il cui nome significa proprio "Taiwan Orientale". La contea è conosciuta da diversi suoi abitanti anche con il nome di Hou Shan (後山), nome che significa "dietro le montagne" o il "didietro delle montagne". Taitung è ufficialmente amministrata come contea della Repubblica di Cina.
Con 3515 km², Taitung è la terza contea più grande di Taiwan, con una linea costiera lunga 231 km. L'attuale popolazione è di 231 863 abitanti, che risiedono nella capitale Taitung, in due città principali e 13 villaggi sparsi.
A causa della sua posizione remota, isolata dal resto di Taiwan a causa delle montagne che la circondano, la contea è stata l'ultima parte dell'isola ad essere colonizzata dai cinesi Han durante l'epoca della dinastia Qing, nel tardo XIX secolo. Durante tutto il XX secolo, la contea ha subìto una situazione economica stagnante, ma il suo isolamento ha avuto il positivo effetto di evitarle l'eccessivo inquinamento ed urbanizzazione che sono ormai diventati la piaga delle parti più pianeggianti dell'isola/nazione.
Oltre all'area situata sull'isola principale di Taiwan, la contea include le due isole di Green Island e Orchid Island. La prima è sede di una malfamata colonia penale per prigionieri politici, utilizzata durante l'epoca del "terrore bianco" del Kuomintang (dal 1947 fino alla fine della legge marziale nel 1987). La seconda è casa del popolo Tao di aborigeni taiwanesi, etnia proveniente dal nord delle Filippine. L'isola, inoltre, è diventata una grande attrazione turistica nonostante l'uso controverso della stessa come deposito di scorie radioattive della Taipower, azienda dell'energia taiwanese diretta dal governo.

## Amministrazione

### Capitale
1. Taitung (臺東市)

### Città principali

#### Città urbane
1. Chenggong (成功鎮)
2. Guanshan (關山鎮)

#### Città rurali
1. Beinan (卑南鄉)
2. Changbin (長濱鄉)
3. Chishang (池上鄉)
4. Daren (達仁鄉)
5. Dawu (大武鄉)
6. Donghe (東河鄉)
7. Haiduan (海端鄉)
8. Jinfeng (金峰鄉)
9. Luye (鹿野鄉)
10. Green Island (綠島鄉)
11. Orchid Island (蘭嶼鄉)
12. Taimali (太麻里鄉)
13. Yanping (延平鄉)
14. Luye

## Educazione
- National Taitung University

## Attrazioni turistiche
- Lungomare Sansiantai
- Area Scenica Nazionale della costa orientale, su eastcoast-nsa.gov.tw. URL consultato il 21 gennaio 2010 (archiviato dall'url originale il 7 maggio 2008).
- Area Scenica Nazionale della East Rift Valley [collegamento interrotto], su tbrochtb.gov.tw.

## Cultura
La contea di Taitung è casa di diverse etnie di aborigeni taiwanesi, tra le quali prevalgono per popolazione i popoli Bunun, Paiwan, Rukai, Ami, Puyuma, Yami e Kavalan. A causa del fatto che, per la sua posizione, la contea è stata meno influenzata dalla cultura Han e dalla sinizzazione, la maggior parte degli aborigeni hanno avuto possibilità di mantenere i propri usi, costumi e tradizioni intatti fino ai giorni nostri.
- Museo nazionale della preistoria